# ランナー (SS-275)
ランナー (USS Runner, SS-275) は、アメリカ海軍の潜水艦。ガトー級潜水艦の一隻。艦名はツムブリなど亜熱帯水域に生息し、飛び跳ねる特徴を持つアジ科の大型魚の総称に因む。

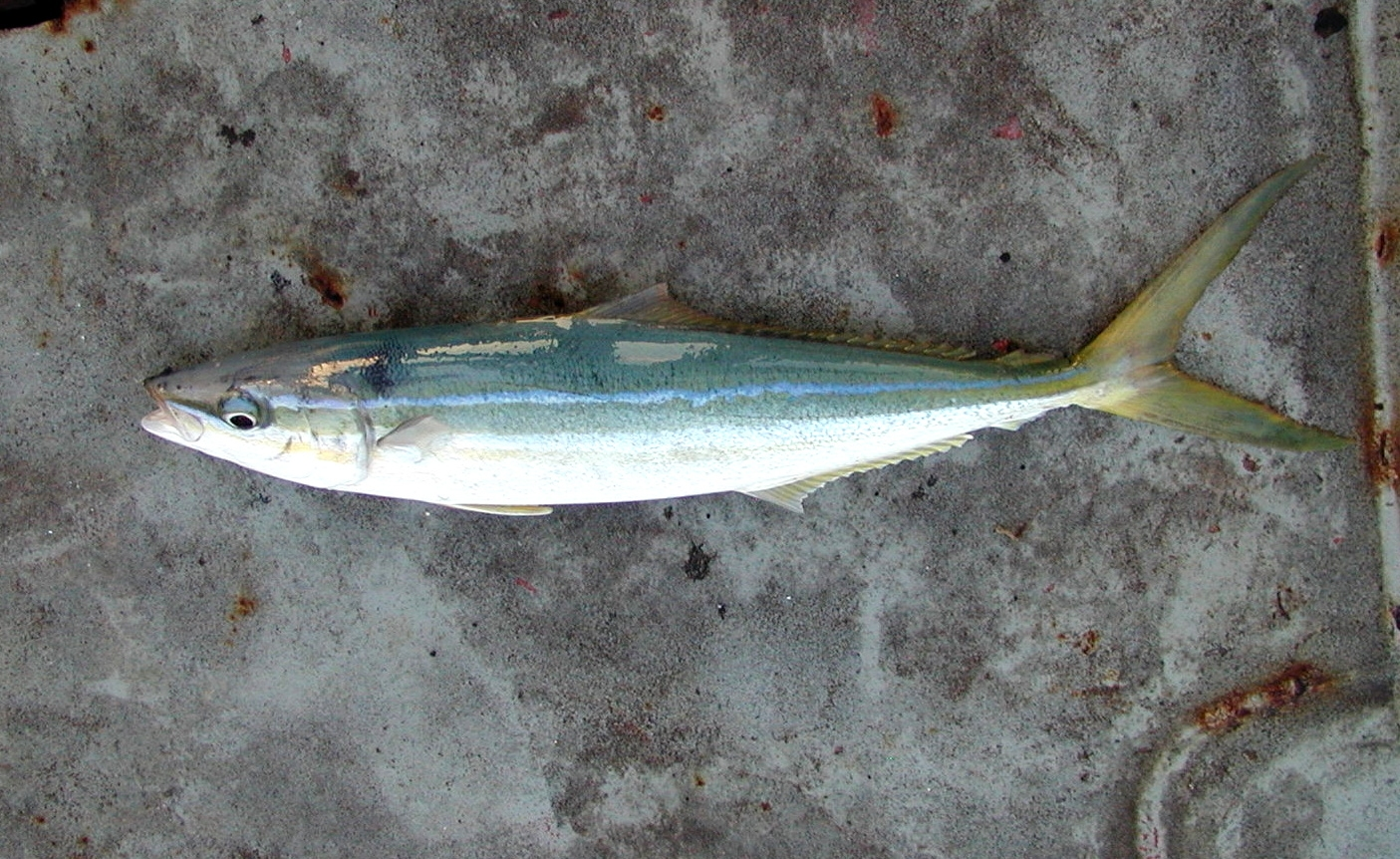
ツムブリ（Rainbow runner）

ブルーランナー（Blue runner）

## 艦歴
「ランナー」は1941年12月8日にメイン州キタリーのポーツマス海軍造船所で起工する。1942年5月30日にジョン・H・ニュートン夫人によって進水し、艦長フランク・W・フェンノー・ジュニア少佐（アナポリス1925年組）の指揮下7月30日に就役する。コネチカット州ニューロンドンでの整調後、1942年後半に東海岸を出航、パナマ運河を経由して1943年1月10日に真珠湾に到着した。

### 哨戒
1月18日、「ランナー」は最初の哨戒でパラオ方面に向かった。ミッドウェー島で中継の後マリアナ諸島を経て哨区に到着。2月2日、北緯20度00分 東経142度00分 / 北緯20.000度 東経142.000度の地点で2隻の輸送船を発見し、魚雷を3本ずつ計6本発射して爆発をいくつか聴取した。2月9日にも北緯10度10分 東経133度50分 / 北緯10.167度 東経133.833度の地点で輸送船と駆逐艦を発見し、駆逐艦に対して魚雷を1本、輸送船に対して魚雷を2本それぞれ発射して激しい爆発を記録した。2月14日も北緯07度31分 東経134度21分 / 北緯7.517度 東経134.350度の地点で「N型貨物船」に対して魚雷を3本発射し、2本の魚雷が命中したと判定した。2月19日、「中国大陸から日本の陸軍部隊がいくつかの船団でラバウルに輸送（丙三号輸送）されるので、その船団を待ち伏せよ」との命令を受けたので、警戒を厳にして船団を待ち伏せていたところ、昼過ぎに北緯07度35分 東経134度25分 / 北緯7.583度 東経134.417度の地点でそれと思われる船団を発見した。この船団は「愛国丸」 （大阪商船、10,437トン）、「護国丸」 （大阪商船、10,438トン）、「清澄丸」（国際汽船、8,613トン）の3隻の特設巡洋艦と、護衛の駆逐艦「朝雲」および「五月雨」で構成されていた。14時30分を過ぎた頃、「ランナー」は「五月雨」に対して魚雷を4本発射したが、そのうちの3本を確認した「五月雨」は舵を左に切って回避した。この時、上空にいた零式水上偵察機が「ランナー」の潜望鏡を発見し爆撃した。250キロ爆弾は司令塔のそばで爆発し、潜望鏡を初めとして音響装置や発電機、ジャイロコンパスなど艦のあらゆる部分にダメージを受けた。「ランナー」は3本の魚雷を「愛国丸」「護国丸」「清澄丸」のいずれかに対して発射し、「清澄丸」がこの魚雷を発見して回避した。この哨戒では5隻の輸送船に対して攻撃を行ったが、いずれも撃沈を確認できなかった。3月7日、48日間の行動を終えて真珠湾に帰投した。
4月1日、「ランナー」は2回目の哨戒で東シナ海および南シナ海方面に向かった。4月19日深夜4月20日未明にかけて香港沖のペドロ・ブランコ・ロックに12個の機雷を敷設。敷設後は海南島方面に向かい、その途中の4月21日には北緯20度45分 東経113度09分 / 北緯20.750度 東経113.150度の地点で一隻の輸送船を発見して魚雷を5本発射し、その他に船の爆発音を聞き取ったものの戦果は確認できなかった。4月24日明け方には北緯21度41分 東経116度24分 / 北緯21.683度 東経116.400度の香港南方で5,000トン級輸送船を発見して魚雷を3本発射し、魚雷を1本命中させて撃破を報告。この攻撃は病院船「ぶゑのすあいれす丸」（大阪商船、9,625トン）に対する誤認攻撃とされたが、日本側の記録とは1日と10時間ばかり違う。5月6日、35日間の行動を終えてミッドウェー島に帰投。艦長がジョセフ・H・ブーランド少佐（アナポリス1933年組）に代わった。
5月27日、「ランナー」は3回目の哨戒で千島列島、北海道方面に向かった。しかし、その後「ランナー」からの報告は途絶え、7月20日、喪失したものと認定され、1943年10月30日に除籍された。

### 喪失
日本側の記録および、他の潜水艦との記録を照らし合わせると、「ランナー」はこの哨戒では以下に述べるような行動をとっていたものと推定された。
6月11日、北緯41度00分 東経141度30分 / 北緯41.000度 東経141.500度の尻屋崎近海の海岸に座礁中の輸送船「盛南丸」（不詳、1,338トン）に魚雷が2本命中したが、アメリカ側はこれを「ランナー」のこの哨戒での最初の戦果としている。アメリカ側の記録は、6月26日に北緯48度02分 東経153度17分 / 北緯48.033度 東経153.283度の松輪島方面で陸軍輸送船「神龍丸」（内外汽船、4,935トン）を撃沈したとするが、「神龍丸」はこの6月26日に松輪島で座礁し、6月29日に搭載していたガソリンが爆発を起こして沈没したものであった。
一方、この頃の日本側の対潜攻撃は6月16日朝に北緯41度10分 東経141度33分 / 北緯41.167度 東経141.550度の白糖灯台沖で、6月22日と23日にも同じく白糖灯台沖でいずれも水上艦艇および水上偵察機によって実施されている。また、三陸方面に敷設されていた対潜機雷礁に踏み入れて触雷した可能性もある。しかし、いずれの攻撃も「ランナー」撃沈に結びつく確固たる証拠はない。なお、6月22日の対潜攻撃の直前に商船に対して魚雷が4本発射されたが、この商船は魚雷を回避している。
「ランナー」は第二次世界大戦の戦功で1個の従軍星章を受章した。